# Mike Garson
Mike Garson (New York, 29 luglio 1945) è un pianista statunitense, noto per aver lavorato con David Bowie, Nine Inch Nails, Billy Corgan e The Smashing Pumpkins.